# Lafarre, Haute-Loire
Lafarre är en kommun i departementet Haute-Loire i regionen Auvergne-Rhône-Alpes i centrala Frankrike. Kommunen ligger i kantonen Pradelles som tillhör arrondissementet Le Puy-en-Velay. År 2022 hade Lafarre 82 invånare.

## Befolkningsutveckling
Antalet invånare i kommunen Lafarre
| Referens: INSEE |